# El Tabo
El Tabo ist eine Stadt und Gemeinde in der Provinz San Antonio in der Región de Valparaíso in Chile. Bei der Volkszählung im Jahr 2017 hatte sie 13.286 Einwohner. Die Gemeinde erstreckt sich über eine Fläche von 98,8 km².

## Geschichte
Der Ursprung des Wortes Tabo liegt möglicherweise in der Mapudungun tafü, einer Höhle unter der Erde, in der Calcus (Zauberer) ausgebildet werden und die ihnen auch als Wohnort dient.
Am 7. März 1960 wurde es als Gemeinde gegründet, als das Gesetz Nr. 13.925 verkündet wurde. Die Gemeinde als solche nahm am 1. Januar 1961 ihre Tätigkeit auf.

## Bevölkerung
Laut der Volkszählung des Nationalen Statistikinstituts von 2002 hatte El Tabo 7028 Einwohner (3537 Männer und 3491 Frauen). Davon lebten 6604 (94 %) in städtischen Gebieten und 424 (6 %) in ländlichen Gebieten. Die Bevölkerung wuchs zwischen den Volkszählungen 1992 und 2002 um 55,7 % (2515 Personen). Im Jahr 2017 zählte man 13.286 Personen.